# Прва савезна лига Југославије у фудбалу 1946/47.
Прва савезна лига Југославије у фудбалу 1946/47. била је друго послератно првенство Југославије, а прво у којем су учествовали фудбалски клубови у организацији Фудбалског савеза Југославије, а деветнаесто по реду од почетка играња првенства 1923. Прва лига је била највиши ранг фудбалског такмичења у Југославији.
Учествовало је 14 клубова који су играли по двоструком лига систему (свако са сваким две утакмице) у сезонама јесен—пролеће по 13 кола. За победу су се добијала два бода, а поражени је остајао без бодова. Нерешен резултат је доносио по један бод за оба противника.

## Учесници првенства
1. Црвена звезда, Београд (победник првенства Србије)
2. Хајдук, Сплит (победник првенства НР Хрватске)
3. Нафта, Доња Лендава (победник првенства НР Словеније)
4. Жељезничар, Сарајево (победник првенства НР Босне и Херцеговине)
5. Победа, Скопље (победник првенства НР Македоније)
6. Будућност, Титоград (победник првенства НР Црне Горе)
7. Спартак, Суботица (победник првенства Војводине)
8. 14. октобар, Ниш (финалиста првенства Србије)
9. Динамо, Загреб (финалиста првенства НР Хрватске)
10. Кварнер, Ријека (првак дела Хрватске ослобођеног од италијанске окупације)
11. Металац, Београд (победник додатних квалификација)
12. НК Локомотива Загреб, Загреб (финалиста додатних квалификација)
13. Партизан, Београд (представник Југословенске армије)
14. Понцијана, Трст (представник Слободне територије Трста)
Првопласирана екипа после одиграних 26 кола је првак Југославије за сезону 1946/47. Према одлуци Фудбалског савеза Југославије у сезони 1947/48. Прва савезна лига је требало да има 10 клубова, па је у на крају ове сезоне испало шест најслабије пласираних клубова. Екипа Понцијане из Трста је била изузета од испадања, без обзира на пласман, као представник Слободне територије Трста.
Преостала два места у Првој савезној лиги 1947/48. попунили су победници других савезних лига Југославије.
Првак је постао Партизан из Београда, освојивши своју прву титулу, а из лиге су испали:14. Нафта, 13. 14. октобар, 12. Жељезничар, 10. Будућност, 9. Кварнер и 8. Победа. Једанаестопласирана екипа Понцијане из Трста је остала у лиги из напред наведених разлога.
У лигу су се пласирали Вардар из Скопља и Сарајево из Сарајева.

## Резултати
|    | Клуб        | 1   | 2   | 3   | 4    | 5   | 6   | 7   | 8   | 9   | 10  | 11  | 12  | 13  | 14  |
| -- | ----------- | --- | --- | --- | ---- | --- | --- | --- | --- | --- | --- | --- | --- | --- | --- |
| 1  | Будућност   | XXX | 2:2 | 2:0 | 0:3  | 0:1 | 0:5 | 5:1 | 3:0 | 1:2 | 3:3 | 3:1 | 1:1 | 9:0 | 2:1 |
| 2  | Динамо      | 7:1 | XXX | 9:1 | 4:2  | 2:2 | 0:1 | 2:1 | 3:0 | 3:1 | 5:0 | 3:1 | 4:0 | 3:0 | 5:2 |
| 3  | Жељезничар  | 3:2 | 1:3 | XXX | 0:4  | 2:0 | 3:2 | 0:1 | 0:2 | 0:2 | 1:1 | 3:0 | 4:1 | 3:0 | 0:1 |
| 4  | Партизан    | 6:1 | 5:1 | 3:0 | XXX  | 3:4 | 2:0 | 5:0 | 1:0 | 2:1 | 1:0 | 5:1 | 4:0 | 3:0 | 2:1 |
| 5  | Цр. звезда  | 3:1 | 0:1 | 6:1 | 0:1  | XXX | 2:1 | 2:0 | 0:0 | 1:3 | 3:0 | 8:0 | 4:0 | 6:0 | 5:0 |
| 6. | Хајдук      | 1:1 | 2:1 | 3:0 | 0:1  | 5:0 | ХХХ | 1:0 | 5:0 | 2:0 | 3:2 | 4:0 | 4:0 | 3:0 | 3:2 |
| 7  | Кварнер     | 2:2 | 1:3 | 0:0 | 0:3  | 0:2 | 1:1 | XXX | 0:0 | 1:1 | 3:0 | 2:1 | 0:5 | 4:1 | 3:0 |
| 8  | Спартак     | 4:0 | 1:1 | 0:0 | 0:1  | 1:3 | 2:1 | 1:1 | XXX | 4:2 | 2:1 | 3:0 | 4:0 | 4:3 | 1:0 |
| 9  | Металац     | 1:0 | 0:5 | 4:1 | 0:2  | 1:0 | 1:2 | 0:1 | 2:2 | XXX | 4:1 | 2:0 | 2:0 | 3:0 | 3:1 |
| 10 | Победа      | 1:1 | 0:0 | 2:1 | 2:3  | 1:4 | 1:1 | 2:0 | 2:0 | 1:2 | XXX | 4:3 | 3:0 | 6:0 | 3:1 |
| 11 | 14. октобар | 2:1 | 1:2 | 2:2 | 1:10 | 0:5 | 0:4 | 1:1 | 2:1 | 0:0 | 2:2 | XXX | 2:1 | 0:1 | 2:2 |
| 12 | Локомотива  | 2:0 | 1:2 | 0:3 | 1:1  | 0:1 | 0:0 | 3:1 | 2:0 | 1:0 | 2:0 | 2:0 | XXX | 3:1 | 2:2 |
| 13 | Нафта       | 2:0 | 0:6 | 2:1 | 0:2  | 0:3 | 1:3 | 0:3 | 0:6 | 1:3 | 1:2 | 0:3 | 0:3 | ХХХ | 0:3 |
| 14 | Понцијана   | 0:3 | 0:4 | 2:1 | 0:2  | 0:1 | 1:0 | 1:0 | 1:2 | 3:0 | 3:1 | 5:1 | 0:4 | 3:0 | ХХХ |

| Боје |                   |
| ---- | ----------------- |
|      | Победа домаћина   |
|      | Нерешено          |
|      | Победа госта      |
|      | Службени резултат |

## Табела
| #.  | Клуб        | ИГ | Д  | Н | ИЗ | ГД | ГП | ГР  | Б  |
| --- | ----------- | -- | -- | - | -- | -- | -- | --- | -- |
| 01. | Партизан    | 26 | 23 | 1 | 2  | 77 | 17 | +60 | 47 |
| 02. | Динамо      | 26 | 19 | 4 | 3  | 81 | 26 | +55 | 42 |
| 03. | Цр. звезда  | 26 | 18 | 3 | 5  | 66 | 23 | +43 | 39 |
| 04. | Хајдук      | 26 | 16 | 4 | 6  | 57 | 21 | +46 | 36 |
| 05. | Металац     | 26 | 13 | 3 | 10 | 40 | 35 | +5  | 29 |
| 06. | Спартак     | 26 | 11 | 6 | 9  | 40 | 34 | +6  | 28 |
| 07. | Локомотива  | 26 | 10 | 4 | 12 | 34 | 43 | -9  | 24 |
| 08. | Победа      | 26 | 8  | 6 | 12 | 41 | 49 | -8  | 22 |
| 09. | Кварнер     | 26 | 7  | 7 | 12 | 27 | 42 | -15 | 21 |
| 10. | Будућност   | 26 | 7  | 6 | 13 | 44 | 54 | -10 | 20 |
| 11. | Понцијана   | 26 | 9  | 2 | 15 | 35 | 50 | -15 | 20 |
| 12. | Жељезничар  | 26 | 7  | 4 | 15 | 31 | 54 | -23 | 18 |
| 13. | 14. октобар | 26 | 4  | 5 | 17 | 26 | 76 | -50 | 13 |
| 14. | Нафта       | 26 | 3  | 0 | 23 | 13 | 88 | -75 | 6  |

ИГ = Играо утакмица; Д = Добио; Н = Нерешио; ИЗ = Изгубио; ГД = Голова дао; ГП = Голова примио; ГР = Гол-разлика ; Б = Бодови
|  | Победник                      |
|  | Директно прелази у Другу лигу |

|}
Најбољи стрелац првенства 1946/47.
Фрањо Велфл (Динамо) (28 голова у 24 утакмице)

## Првак
Партизан
Најчешћи састав тима био је  Архивирано на веб-сајту  (17. децембар 2009):
Фрањо Шоштарић, Миливоје Ђурђевић, Александар Атанацковић, Флоријан Матекало, Мирослав Брозовић, Ратко Чолић, Златко Чајковски, Бела Палфи, Фрањо Рупник, Стјепан Бобек, Кирил Симоновски.
Остали играчи који су повремено играли:
Јован Вратан, Станислав Попеску, Првослав Михајловић, Фрањо Глазер, Момчило Радуновић, Силвестер Шереш, Ристо Николић, Иван Шваљак, Јосип Крњић, Владимир Чулик, Мишо Шијачић, Радисав Јањић, Јане Јаневски, Драгомир Марјановић, Шепе Шутевски и Стеван Јакуш.
Тренер: Иљеш Шпиц
| Првак Југославије у фудбалу 1946/47. |
| ------------------------------------ |
| ФК Партизан 1. титула                |